# Furacão Hermine
Furacão Hermine foi o primeiro furacão a tocar a terra firme na Flórida desde o Furacão Wilma em 2005, e o primeiro a desenvolver-se no Golfo do México desde o Furacão Ingrid em 2013. A nona depressão tropical, oitava tempestade nomeada, e quarto furacão da temporada de furacões no Atlântico de 2016, o Furacão Hermine desenvolveu-se a partir de uma longa onda tropical rastreada que havia produzido chuvas torrenciais em partes do Caribe. Depois de ter sido designado em 29 de agosto, o Furacão Hermine deslocou-se para o nordeste devido a um cavado sobre a Geórgia e progressivamente intensificou-se para um furacão de Categoria 1 pouco antes de tocar a terra firme no Panhandle da Flórida durante o dia 2 de setembro. Enfraquecimento rápido seguiu-se assim que a tempestade perdeu força e transformou-se em um ciclone pós-tropical antes de deixar a costa perto dos Outer Banks. Os remanescentes do Furacão Hermine continuaram a trazer fortes chuvas e correntes de retorno à Costa Leste dos Estados Unidos, antes que o Centro Nacional de Furacões encerrasse os avisos sobre o sistema, enquanto estava situado ao leste da Península de Delmarva.